# Bold Buman-Uchral
Bold Buman-Uchral, né le 9 mai 1971 en Mongolie, est un footballeur international mongol jouant dans les années 1990 et 2000 au poste d'attaquant dans le club de Khangarid à Erdenet, dans le championnat de Mongolie de football. Il est membre de l'équipe de Mongolie de football.

## Biographie

### Carrière internationale
Bold Buman-Uchral est convoqué pour la première fois par le sélectionneur national Ishdorj Otgonbayar en 2000. Le 9 avril 2000, il marque son premier but en équipe de Mongolie lors du match des éliminatoires de la Coupe d'Asie 2000 contre le Laos (défaite 2-1). Le 19 février 2001, il marque son deuxième but en sélection lors du match des éliminatoires de la Coupe du monde 2002 contre le Bangladesh (2-2).
Il compte 10 sélections et 3 buts avec l'équipe de Mongolie entre 2000 et 2005.

## Palmarès
- Avec le Khangarid :
  - Champion de Mongolie en 2001, 2003, 2004 et 2010

## Statistiques

### Buts en sélection
Le tableau suivant liste les résultats de tous les buts inscrits par Bold Buman-Uchral avec l'équipe de Mongolie.